# رستم بن بردو الفرغاني
رستم بن بردو الفرغاني (من فرغانة)، كان قائدًا عسكريًّا للخلافة العباسية، وحاكم (والي) طرسوس من آب 905 إلى 912/913.

## حياته

خريطة للمنطقة الحدودية العربية البيزنطية في القرنين الثامن والعاشر.

عُيِّن رُستم في منصب والي طرسوس ومنطقة الحدود القيليقية (الثغور الشامية) مع الإمبراطورية البيزنطية في 20 آب 905. وبهذه الصفة، أشرف على تبادل الأسرى مع البيزنطيين على نهر لاموس بعد فترة وجيزة. كان التبادل قد رُتِّبَ بالفعل من قِبَل سلفه أبو الأشاعر أحمد بن نصر، وبدأ في 27 أيلول، لكنه توقف بعد أربعة أيام، بعد تبادل حوالي 1200 سجين عربي فقط، بسبب انتهاك البيزنطيين لشروط الهدنة حسب المؤرخين العرب.
في أواخر تشرين الأول 906، رافق رستم اللواء أحمد بن كيغلغ في غزو الأراضي البيزنطية. إذ استولى الجيش العباسي على بلدة سالاندو (سيلينوس) وتقدم حتى نهر هاليس، حيث التقوا وهزموا قوة بيزنطية، وأسَرُوا 5000 أسير حسب الطبري. في هذا الوقت تقريبًا (905 أو 907)، أبرم معاهدة مكتوبة مع المبعوث البيزنطي ليو تشويروسفاكتس، والتي بموجبها سيواصل الطرفان القتال لمدة عامين آخرين لكنهما يبرمان هدنة ويباشران تبادل الأسرى في اليوم الثالث.
عندما وَقَع اللواء البيزنطي أندرونيكوس دوكاس ضحية لمكائد الخصي ساموناس، وواجه اتهامات بالعصيان ضد الإمبراطور ليو السادس الحكيم، لجأ إلى قلعة كابالا، وقد أرسل الإمبراطور اللواء غريغوراس إيبيريتز لإقناع أندرونيكوس وأقاربه بالاستسلام، وفعلًا استسلم الأتباع، لكن الأخير طلب المساعدة من عرب طرسوس. غادر رستم طرسوس في شباط/آذار 907 مع قواته. وصل إلى قبالا، وأعاد كل من أندرونيكوس وابنه قسطنطين دوكاس إلى الأراضي العربية، وأحرق قونية في طريقه.
في صيف 908، أشرف رستم على تبادل آخر للسجناء في نهر لاموس، مع ما يقارب 2800-3000 مسلم ومسلمة كفدية. وَرَد ذكره آخر مرة في 911/912، عندما قاد - جنبًا إلى جنب مع البيزنطي المنشق دميان الطرسوسي - حصارًا فاشلًا لمعقل القائد العسكري الأرمني ميلياس، الذي دخل الخدمة البيزنطية في الأراضي الحدودية العباسية البيزنطية. في نهاية المطاف، قام القائدان المسلمان بقطع الحصار وبدلًا من ذلك داهموا ضواحي قلعة كيزيسترا. وخلفه عام 912/913 بشر الأفشيني.